# متی‌سیلین
متی‌سیلین (به انگلیسی: Meticillin)  یا Methicillin
رده درمانی: پنی‌سیلینهای مقاوم به بتالاکتاماز
اشکال دارویی: آمپول

## موارد مصرف
این دارو که در سال ۱۹۵۹ ساخته شد امروزه از لیست دارویی خارج شده و جایگزین‌های بهتری همچون کلوگزاسیلین و نافسیلین از آن در دسترس است. این دارو طیف باریک‌تری نسبت به پنی‌سیلین دارد ولی در برابر ارگانیسمهای تولیدکننده بتالاکتاماز همچون استافیلوکوک اورئوس اثر خوبی دارد.

## مکانیزم اثر
این دارو همانند سایر بتالاکتامها با اتصال به پروتئین متصل شونده به پنی‌سیلین (PBP) باعث مهار ترانس پپتیدازها می‌شود و باعث ممانعت از ساخت پپتیدو گلیکانهای دیواره سلولی باکتری و تخریب دیواره سلولی باکتری می‌شود. تغییر ساختار شیمیایی آن را مقاوم به آنزیم بتالاکتاماز تولید شده توسط برخی باکتریها ساخته است.

## طیف ضد میکروبی
باکتریهای حساس
- انواع استافیلوککها به جز استافهای مقاوم به متی‌سیلین (Methicillin resistant staph aureus، MRSA)
- استرپتوکک پیوژن، پنوموکک و بعضی انواع ویریدنس.
- این دارو علیه استرپها و استافهای حساس به پنی‌سیلین اثر کمتری دارد و بر روی انتروکک بی‌اثر است.

### مقاومت
مکانیزم ایجاد مقاومت تغییر در ساختار پروتئین متصل شونده به پنی‌سیلین (PBP) است و نه بتالاکتاماز. چنین مقاومتی میان سایر انواع مقاوم به پنی‌سیلیناز همچون کلوگزاسیلین و همچنین سفالوسورینها مشترک است.

## اشکال دارویی
این دارو جذب خوراکی ندارد و به صورت تزریقی تجویز می‌شده است. 

## کاربردهای بالینی
این دارو در عفونتهای استافیلوککی مقاوم به پنی‌سیلین به کار می‌رفته است. امروزه در آزمایشگاه‌های پزشکی برای تعیین حساسیت باکتریایی به کار می‌رود.

## عوارض جانبی
مهمترین عارضه جانبی آن ایجاد نفریت حاد بینابینی (acute interstitial nephritis) است که در میان پنی‌سیلینها بیشترین بروز این عارضه در مصرف این دارو دیده شده است و علت قطع تولید آن همین عارضه است.
این دارو سایر عوارض گروه پنی‌سیلینها را نیز دارد.